# Simon Wanradt
Simon Wanradt (Kleve, 1500 körül – Danzig, 1567) német református lelkész.

## Élete
Református prédikátorként tevékenykedett 1525 és 1529 közt a livóniai Dorpatban (ma: Tartu, Észtország). 1530-ban Wittenbergben diplomázott, majd visszatért a Balti államok területére. 1552 és 1536 közt a tallinni Szent Miklós-templom lelkésze volt. 1536-ban egy tiltott szerelmi kapcsolat miatt el kellett menekülnie az észt fővárosból. 1542-ben Paidében volt prédikátor, később Viljandiban, Limbažiban, majd 1561-ben Vilniusban tevékenykedett. 1563-ban Danzigban lett lelkész, ahol négy évvel később elhunyt.
Leginkább a Johann Koell-lel közösen írott, észt és alnémet nyelven kiadott katekizmusáról ismert, e munka 1535-ben jelent meg. A munkából mindössze tizenegy oldal maradt fenn, ezen oldalak az észt nyelv legrégebbi nyomtatott könyvrészletei. A nyelvemlék Wanradt–Koell-katekizmus néven ismert.

## Fordítás
- Ez a szócikk részben vagy egészben  a   Simon Wanradt című német Wikipédia-szócikk ezen változatának fordításán alapul.  Az eredeti cikk szerkesztőit annak laptörténete sorolja fel. Ez a jelzés csupán a megfogalmazás eredetét és a szerzői jogokat jelzi, nem szolgál a cikkben szereplő információk forrásmegjelöléseként.